# A-Trust
A-Trust ist ein österreichisches Unternehmen und befindet sich im Eigentum heimischer Kammern und Banken. Die Gründung erfolgte am 17. Februar 2000. A-Trust ist unter anderem Anbieter von qualifizierten Zertifikaten, die den EU-Richtlinien entsprechen. Diese Zertifikate bilden die Basis der elektronischen Signatur nach österreichischem Signaturgesetz und europäischer Verordnung (EU) Nr. 910/2014. Die Produkte der A-Trust werden primär in den Bereichen E-Business und E-Government eingesetzt.

## Produkte und Leistungen
Elektronische Zertifikate dienen dem Nachweis von Identitäten im elektronischen Datenverkehr. Sie kommen nicht nur bei der Erledigung von Amts wegen zum Einsatz, sondern spielen auch eine wichtige Rolle im sicheren elektronischen Geschäftsverkehr. Qualifizierte Signaturen, die auf den Zertifikaten von A-Trust basieren, sind rechtlich der eigenhändigen Unterschrift gleichgestellt. Digitale Signaturen beruhen auf einem kryptographischen Verfahren, welches erlaubt die Echtheit und Unverfälschtheit eines Dokuments nachzuweisen.
- Digitale Signatur: für E-Mails, Dokumente und Rechnungen
- Trust Center: bescheinigt in elektronischen Kommunikationsprozessen die Identität des Kommunikationspartners.[1]
- ID Austria/Bürgerkarte: In der Regel werden qualifizierte Signaturen auf Smart Card (etwa der e-card)[2] ausgestellt, zu deren Nutzung man einen Chipkartenleser und die entsprechende Software benötigt (etwa Mocca).[3] Mit der Handy-Signatur konnten qualifizierte Zertifikate mit einem einfachen Mobiltelefon genutzt werden, diese Nutzungsmöglichkeit ist bedingt in der ID Austria aufgegangen, wobei einfache Mobiltelefone (SMS-TAN) nicht mehr verwendbar sind.[4]

## Unternehmensstruktur
Gesellschafter der Firma sind (Stand 11/2017):
- Wirtschaftskammer Österreich (25,11 %)
- XiTrust Secure Technologies GmbH (21,24 %)
- Österreichischer Rechtsanwaltskammertag (13,98 %)
- Notartreuhandbank AG (13,98 %)[5]
- Raiffeisen Informatik GmbH (13,56 %)
- Raiffeisen Bank International AG (RBI) (12,14 %)

## Auszeichnungen
- 2003: E-Government Gütesiegel der österreichischen Bundesregierung (Produkt a.sign premium)[6]

## Nachweise
1. ↑  Das Trust Center. a-trust.at, archiviert vom Original am 14. Januar 2011; abgerufen am 4. April 2019.
2. ↑  Experten-Informationen: Was passiert bei der Aktivierung der Bürgerkarte?, buergerkarte.at, abgerufen am 3. Dezember 2014.
3. ↑  Mocca ist eine javabasierte kostenlose Open-Source-Software für PC, Mac und Linux, vom Bundeskanzleramt empfohlen; daneben bietet unter anderen auch A-Trust selbst Lösungen an.
 Vergl. Werkzeuge und Downloads für Ihre Bürgerkarte: Bürgerkartenumgebungen, buergerkarte.at;
 Mocca lokal (Memento vom 6. Dezember 2014 im Internet Archive), wiki.a-trust.at; beide abgerufen am 3. Dezember 2014.
4. ↑  Das kann die Handy-Signatur, buergerkarte.at, abgerufen am 3. Dezember 2014;
A-Trust Handy Signatur. a-trust.at, abgerufen am 14. Juni 2011.
5. ↑  Die Notartreuhandbank befindet sich zu 49 % in Hand der Österreichischen Notariatskammer; 26 % hat die Bank Austria, 25 % die Raiffeisen Zentralbank.
6. ↑  Gütesiegelträger: Unternehmen. digitales.oesterreich.gv.at, archiviert vom Original am 16. Juli 2012; abgerufen am 4. April 2019.